# Bion de Proconnèse
Pour les articles homonymes, voir Bion.
Bion de Proconnèse est un écrivain grec du VIe siècle av. J.-C. Originaire de l’île de Proconnèse, il fut contemporain de Phérécyde de Syros.
Diogène Laërce dit qu'il a écrit deux ouvrages en dialecte ionien, mais il n'en donne pas les titres. On sait seulement que Bion fit un abrégé de l'ouvrage de Cadmos de Milet sur les antiquités de cette ville.